# Gilortu
Gilortu – wieś w Rumunii, w okręgu Gorj, w gminie Brănești. W 2011 roku liczyła 353 mieszkańców.